# کازینو آمریکایی (فیلم)
کازینو آمریکایی یک مستند سریالی واقع نما در رابطه با مدیران و کارمندان هتل کازینوی گرین والی رنچ کازینو ریسورت
در هندرسون، نوادا در حومه شهر لاس وگاس است.
- دز سال 2004 از شبکه تلویزیونی دیسکاوری پخش شد و در سال 2005 از شبکه تلویزیونی تراول به نمایش گذاشته شد.